# Maria Vos
Maria Vós (Amsterdam, 21 de desembre de 1824 - Renkum, 11 de gener de 1906) fou una pintora neerlandesa especialista en bodegons.

## Biografia
Va néixer en una família on el pare era agent de borsa. Ella va estudiar el que ara es nomenaria «economia domèstica» en un internat francès a Weesp. No obstant això, com era comú en aquell moment per a les joves de classe alta, va rebre classes de dibuix del pintor Christiaan Andriessen, i més tard de pintura. El 1844, va exposar alguna obra en la Exhibition of Living Masters i, el 1847, es va convertir en membre honoraris de la "Reial Acadèmia de Belles arts" en Amsterdam.
Va treballar en aquesta ciutat fins a 1853 quan es va traslladar a Renkum i es va unir a un grup dels pintors coneguts com a «Hollandse Barbizon». El 1863, la seva amiga, Adriana Johanna Haanen, hermanasta del seu professor, Kiers, es va reunir amb ella. Set anys més tard, van construir una casa coneguda com la "Vila Graderia", on van fer classes de dibuix i pintura. Haanen va morir el 1895, però Vos li va sobreviure i va ser una de les últims artistes que van residir allí. En el seu vuitantè aniversari, va rebre un homenatge personal de setanta membres de Arti et Amicitiae.
A pesar que Vos va ser principalment coneguda per les seves naturaleses mortes, també va pintar retrats, paisatges i escenes urbanes, incloent una sèrie de les aquarel·les que descriuen Renkum. Va exposar les seves obres principalment als Països Baixos i Bèlgica, però també va tenir una mostra del seu treball a l'Exposició del Centenari de Filadèlfia. Gran part de les seves obres s'ha perdut, però a causa de la gran quantitat de la seva producció encara es conserven bastants. Importants retrospectives del seu treball s'han realitzat els anys 1973 i 2002.

## Galeria

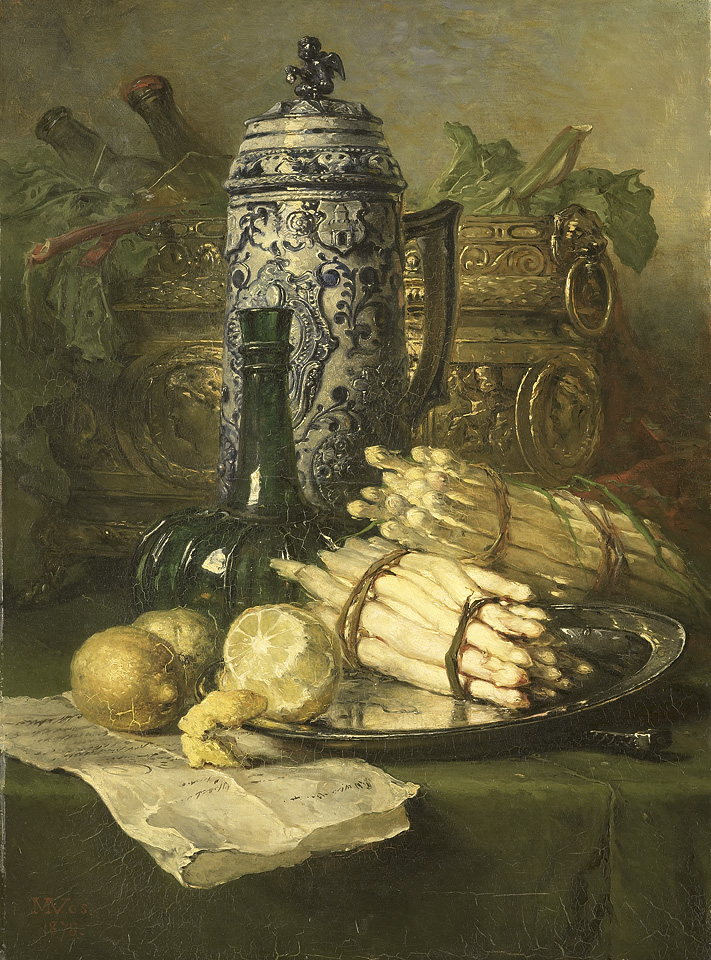
Still Life with Stoneware Mug
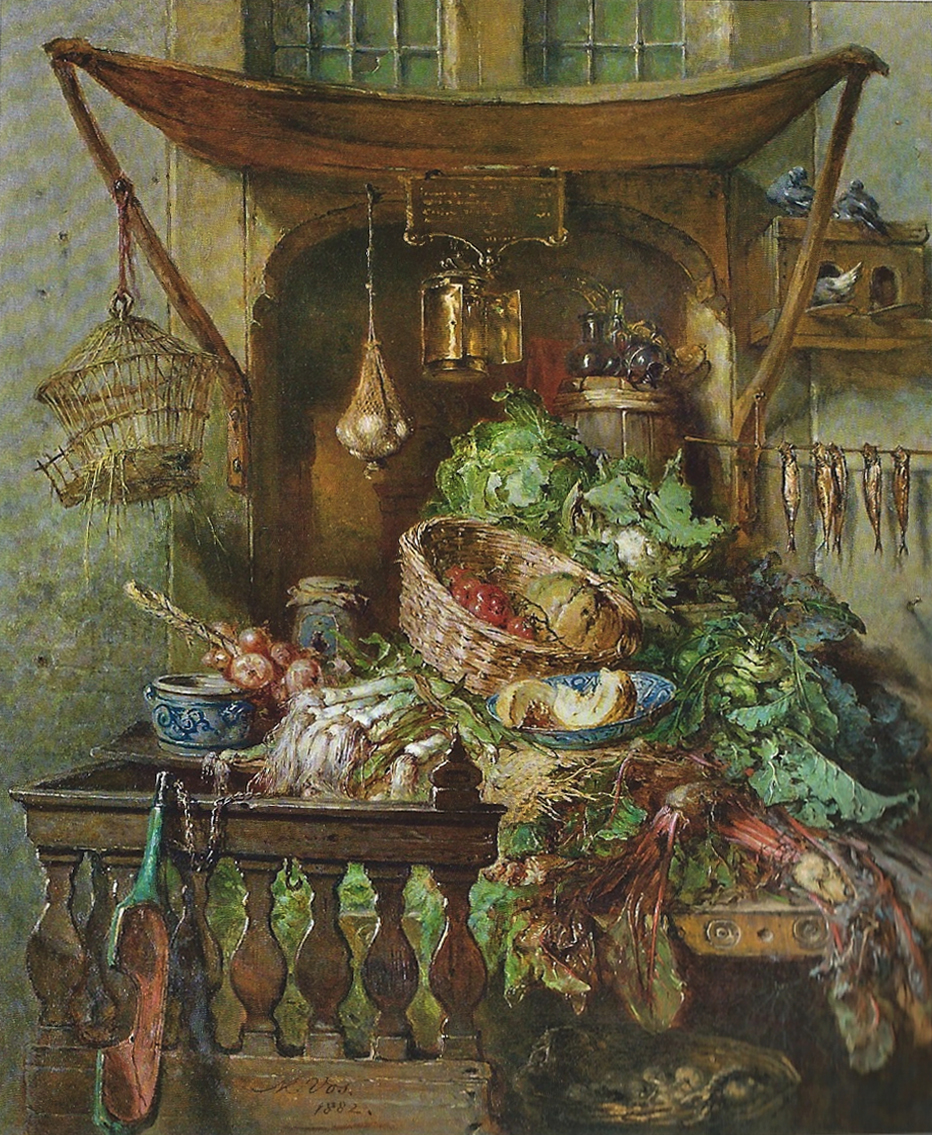
Vegetable Stall
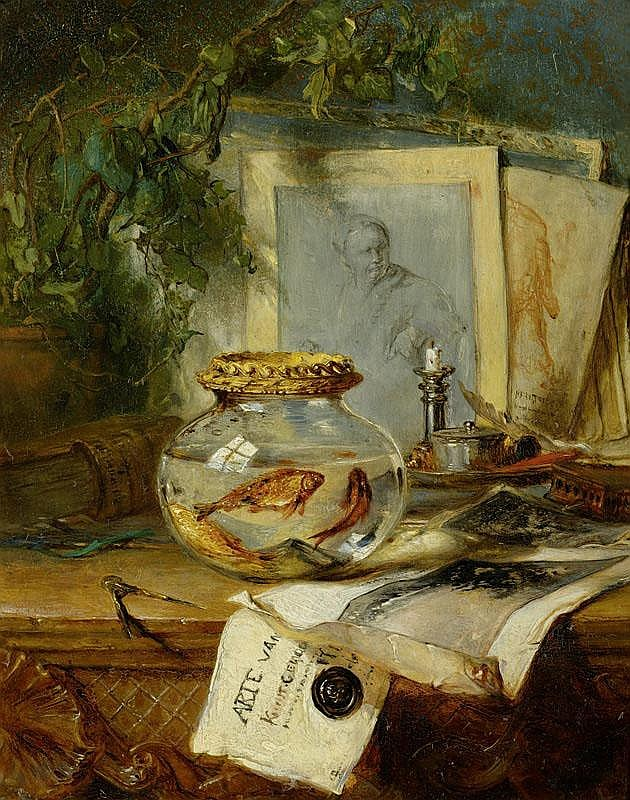
Still Life with Goldfish Bowl
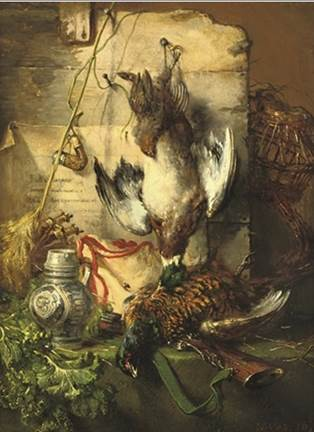
Hunting Still Life